# 中間広筋
中間広筋（ちゅうかんこうきん、英語: vastus intermedius muscle）は人間の大腿骨を起始とする筋肉で膝関節の伸展を行う。
大腿骨の前面の上部から起こり、膝蓋骨の上縁中央から膝蓋靭帯をへて脛骨粗面に停止する。外側広筋、内側広筋、大腿直筋と一緒に大腿四頭筋を構成している。